# サラ・セシリア・ハリソン
サラ・セシリア・ハリソン（Sarah Cecilia Harrison、1863年6月21日 - 1941年7月23日）は、アイルランド生まれの画家、政治家である。ダブリン市議会の最初の女性議員になった。画家としては肖像画家として働いた。

## 略歴
北アイルランド、ダウン県のホリウッド(Holywood)の裕福な家庭に生まれた。曾祖父のヘンリー・ジョイ・マクラッケン（1767-1798）はアイルランド共和主義者で実業家であり、その妻のメアリー・アン・マクラッケン（Mary Ann McCracken: 1770–1866）も社会活動家、反奴隷制度の活動家として高名であった。サラ・セシリア・ハリソンが10歳の時、父親が亡くなり、家族とロンドンに移った。
ロンドンの女子学校（Queen's College, London）の学生時代に、ユニヴァーシティ・カレッジ・ロンドンの絵画コンクールで銀メダルを受賞し、1878年から1885年の間、スレード美術学校でアルフォンス・ルグロに学び、奨学金を得て、パリやイタリア、アムステルダムにも留学した。
1889年にダブリンに移り、アイルランド有数の肖像画家となり、アイルランドの王立ハイバーニアン・アカデミー(Royal Hibernian Academy)の定期展覧会に通算60点以上の作品を出展し、ロンドンのロイヤル・アカデミー・オブ・アーツの展覧会にも多くの作品を出展した。アイルランド北部アルスターの王立アルスター美術アカデミー（Royal Ulster Academy of Fine Arts）の名誉会員に選ばれた。
弟のヘンリー・ハリソン（Henry Harrison: 1867–1954）は政治家になり、アイルランド自治運動の指導者、チャールズ・スチュワート・パーネルの支持者となり、1890年にMid Tipperary選挙区からイギリスの国会議員となった。サラ・セシリア・ハリソンも1912年にダブリン市議会の議員になり、最初の女性議員になった。失業者の救済制度の拡充や、女性の権利の促進に取り組んだ。1918年に30歳以上の戸主の女性に参政権が与えられた時、女性の参政権獲得運動に従事して90歳になっていたアンナ・ハスラム（Anna Maria Haslam: 1829–1922)が投票所に向かうのに付き添った。
サラ・セシリア・ハリソンの絵画の代表作とされるのは第一次世界大戦中にドイツ海軍の潜水艦の攻撃で沈没したルシタニアに乗船していて亡くなった美術品収集家のヒュー・レーン（Hugh Lane: 1875–1915)の肖像画がある。ヒュー・レーンはダブリンに公立の美術館を設立しようとして運動した人物でサラ・セシリア・ハリソンはこの活動に関与していた。ヒュー・レーンの没後サラ・セシリア・ハリソンはレーンと婚約していたと明かした。その後もサラ・セシリア・ハリソンは結婚しなかった。
1941年にダブリンのDrumcondraで亡くなった。

## 作品

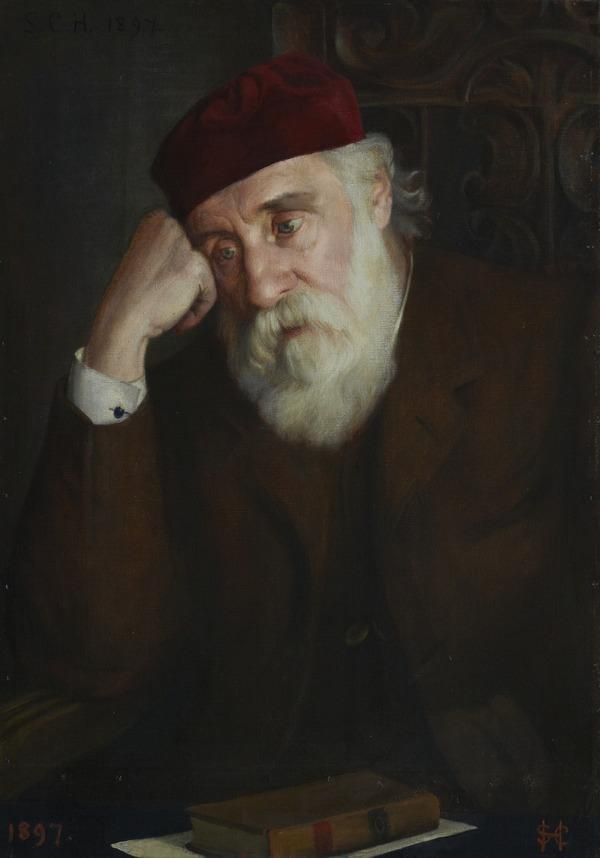
ジョージ・マクドナルド(小説家)の肖像 (1897) National Galleries of Scotland
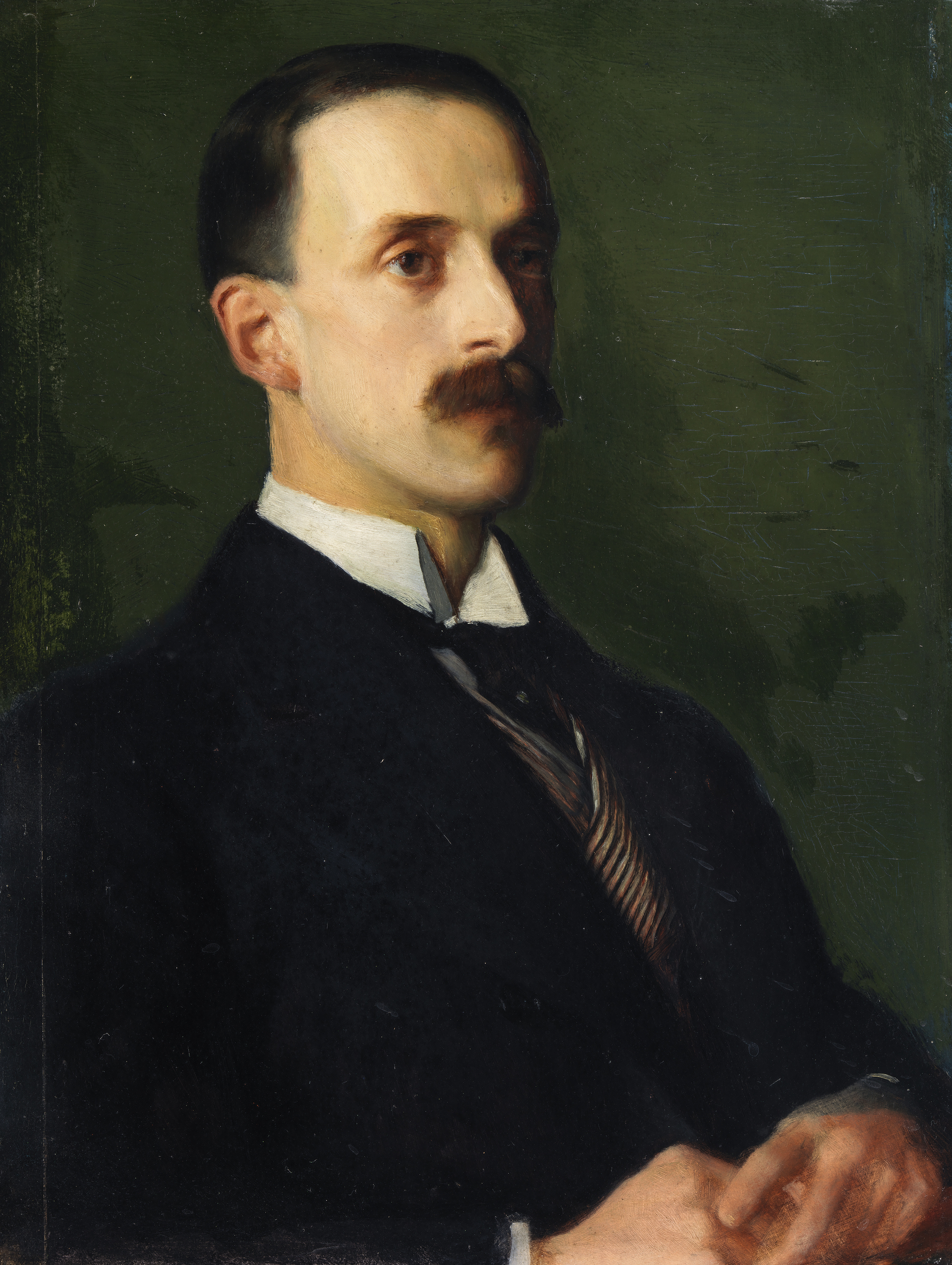
ヒュー・レーンの肖像画 アイルランド国立美術館
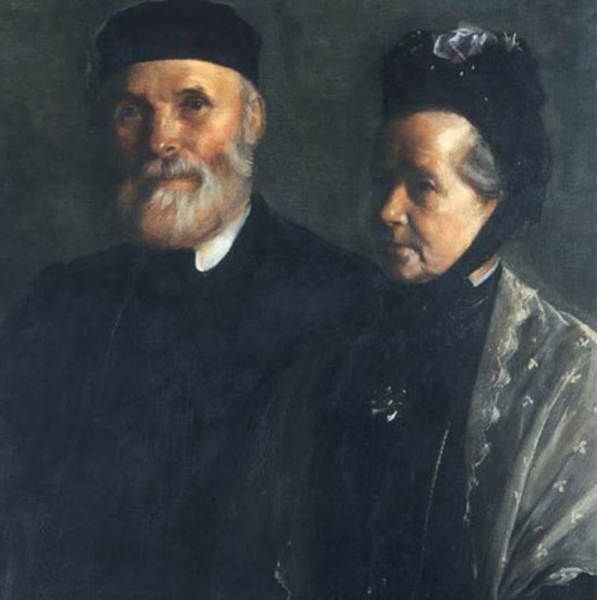
アンナ・ハスラムと夫の肖像画　(1908) Hugh Lane Gallery
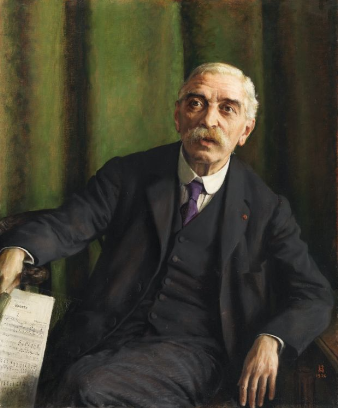
Michele Esposito(作曲家)の肖像画(1926) アイルランド国立美術館